# Casa Vaca

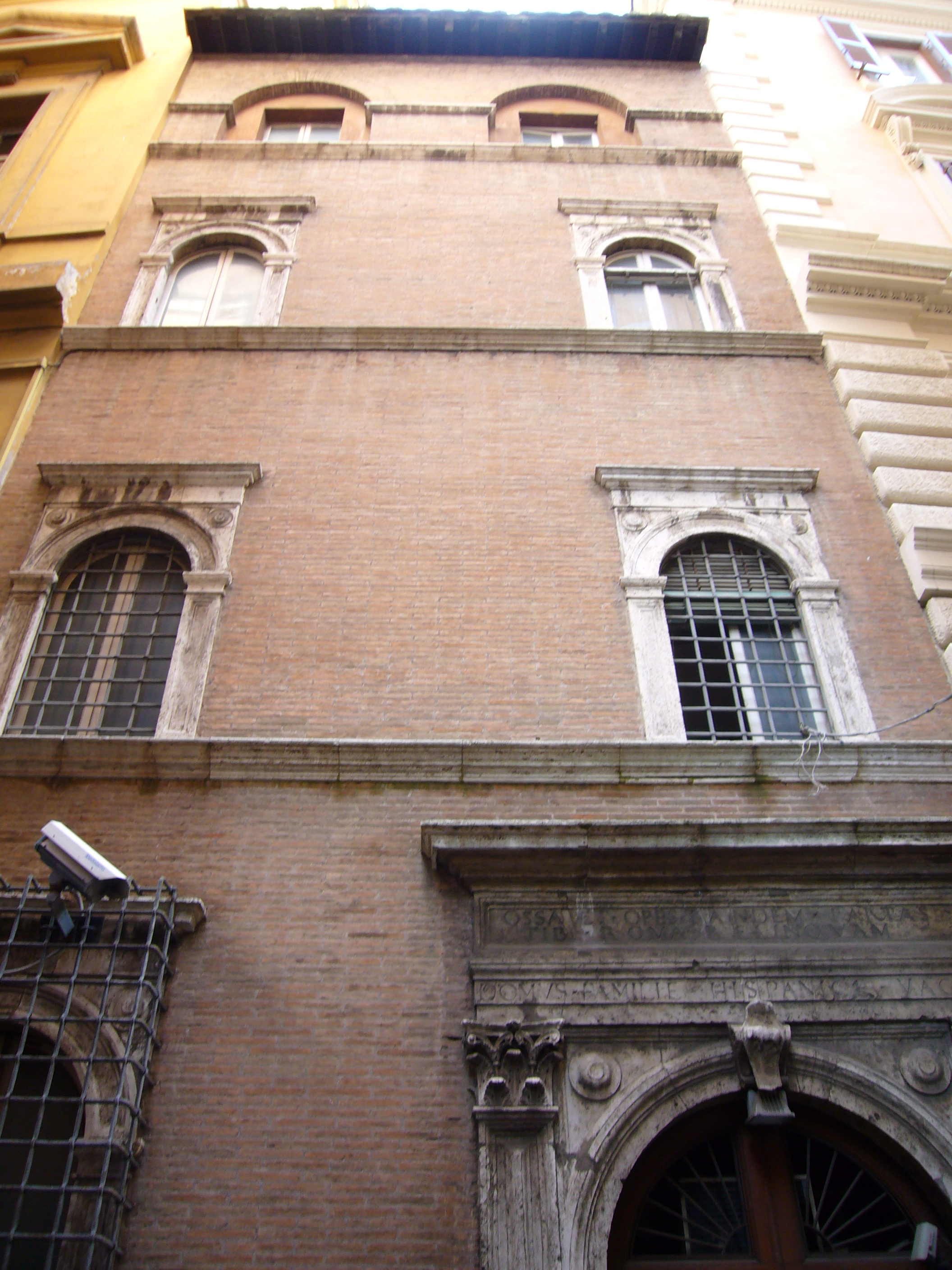
Fachada da Casa Vaca.

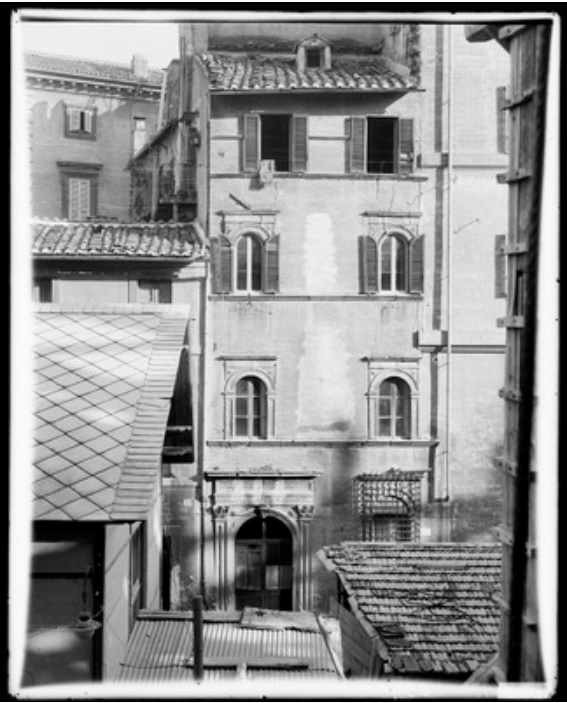
Fotografia da Casa Vaca em 1901 (em negativo).

Casa Vaca ou Casa Vacca é uma antiga residência renascentista construída no final do século XV na antiga Via della Vignaccia por Don Pedro de Vaca, que havia se mudado de Valência para Roma na época do papa espanhol Alexandre VI Bórgia. No começo do século XIX, durante as obras de ampliação de uma nova ala do parlamento italiano (correspondente à fachada posterior do Palácio Montecitório), a casa foi completamente desmontada e reconstruída em sua posição atual, no número 33 da Via in Lucina, no rione Colonna.
O belo portal, decorado com o brasão da família e flanqueado por duas colunas com capitéis coríntios, é encimado por uma arquitrave com a inscrição "DOMUS FAMILIE HISPANICE VACE" ("Casa da família espanhola Vaca"). No friso está a inscrição "OSSA ET OPES TANDEM PARTAS TIBI ROMA RELINQUAM" ("Ossos e bens acumulados com esforço, deixarei para ti, Roma"). Há uma outra inscrição no friso da janela da esquerda. "NIHIL TUTUM IN MISERABILI SECULO" ("Nada é certo nesta vida miserável"), provavelmente acrescentada depois de alguma tragédia.